# Emile-Jules-Pierre Le Loarer
Emile-Jules-Pierre Le Loarer, francoski general, * 1881, † 1969.